# Galium lasiocarpum
Galium lasiocarpum är en måreväxtart som beskrevs av Pierre Edmond Boissier. Galium lasiocarpum ingår i släktet måror, och familjen måreväxter. Inga underarter finns listade i Catalogue of Life.